# Осипова Людмила Вікторівна
Людмила Вікторівна Осипова (нар. 8 лютого 1947, місто Харків Харківської області) — українська радянська діячка, швачка Харківської швейної фабрики імені Тинякова. Депутат Верховної Ради УРСР 8-9-го скликань.

## Біографія
Освіта середня спеціальна. У 1966 році закінчила Харківське професійно-технічне училище.
У 1966—1975 роках — швачка Харківської швейної фабрики імені Тинякова.
Член КПРС з 1973 року.
З 1975 року — інженер Харківської швейної фабрики імені Тинякова.
З 1983 року — викладач швейної майстерні Харківської швейної фабрики імені Тинякова.
Потім — на пенсії в місті Харкові.

## Нагороди
- орден Трудового Червоного Прапора (1968)
- медалі
- Заслужений працівник професійно-технічної освіти Української РСР (1985)